# Zalužice
Zalužice este o comună slovacă, aflată în districtul Michalovce din regiunea Košice. Localitatea se află la altitudinea de 127 m deasupra n.m., se întinde pe o suprafață de 19,61 km2 și în 2017 număra 1.167 de locuitori.

## Istoric
Localitatea Zalužice este atestată documentar din 1249.

## Demografie
| An:                | 1994 | 2004   | 2014   | 2024   |
| ------------------ | ---- | ------ | ------ | ------ |
| Număr de persoane: | 1214 | 1140   | 1152   | 1161   |
| Diferență:         |      | −6,09% | +1,05% | +0,78% |

| An:                | 2023 | 2024   |
| ------------------ | ---- | ------ |
| Număr de persoane: | 1164 | 1161   |
| Diferență:         |      | −0,25% |